# AM5-M2 és AM4-M4
Az AM5-M2 és az AM4-M4 az Alstom Metropolis nehézvasúti gördülőállományának két sorozata, amelyek a budapesti metró M2-es és M4-es vonalán közlekednek.
2009 óta 22 darab AM5-M2 szerelvényt építettek az M2-es vonalon való használatra, a leszállítás 2013. június 4-én fejeződött be. 2012 óta további 22 AM4-M4-es szerelvényt építettek az M4-es vonalon való használatra.